# Ora F. Porter
Pour les articles homonymes, voir Porter.
Ora Frances Porter, née le 15 octobre 1879 et morte le 4 février 1970, est la première infirmière diplômée (en) à Bowling Green, Kentucky,.

## Biographie
Ora Porter est née le 15 octobre 1879, fille de Sarah J. Porter. Lorsqu'elle a dix ans, sa famille déménage à Sugar Grove dans l'Ohio. Elle intègre l'École des sciences infirmières de l'Université Tuskegee et travaille l'été en tant qu'infirmière pour des mécènes blancs de l'école et notamment pour John Davison Rockfeller Junior. Après avoir obtenu son diplôme en 1904, elle retourne vivre à Bowling Green et travaille pour l’hôpital St Joseph. 
En 1946, elle participe avec d'autres femmes afro-américaines à la création puis à l'administration d'une maison des jeunes (youth center). De 1949 à 1952, elle contribue fortement à l'association Interracial Commission. 
En 1960, l'année de ses 81 ans, elle prend sa retraite d'infirmière. Elle meurt le 4 février 1970. Elle ne s'est jamais mariée.